# Taha Yasseri
Taha Yasseri (sinh ngày 6 tháng 9 năm 1984) là một nhà vật lý và xã hội học nổi tiếng với các nghiên cứu về Wikipedia và khoa học xã hội tính toán. Ông là Phó Giáo sư tại Trường Xã hội học thuộc Đại học University Dublin, Ireland. Ông trước đây là nghiên cứu viên cấp cao về khoa học xã hội tính toán tại Viện Internet Oxford (OII), Đại học Oxford, Hội viên Turing tại Viện Alan Turing về khoa học dữ liệu, và nghiên cứu viên về khoa học xã hội và nhân văn tại trường Wolfson College, Oxford. Yasseri là một trong những học giả hàng đầu về khoa học xã hội tính toán và nghiên cứu của ông đã được đưa tin rộng rãi trên các phương tiện truyền thông chính thống. Yasseri lấy bằng Tiến sĩ vật lý lý thuyết về các hệ thống phức tạp ở tuổi 25 tại Đại học Göttingen, Đức.

## Sự nghiệp

### Học vấn
Yasseri được đào tạo tại Đại học Công nghệ Sharif và Đại học Göttingen thi đậu lấy bằng Tiến sĩ vật lý cho nghiên cứu dưới sự giám sát của Reiner Kree. Lĩnh vực nghiên cứu của Yasseri chuyên về điều tra các hệ thống phức tạp, khoa học xã hội tính toán, khoa học mạng lưới, khoa học dữ liệu xã hội và động lực học con người.

### Wikipedia
Yasseri đã nghiên cứu các xu hướng thống kê của thiên kiến hệ thống tại Wikipedia qua các xung đột sửa đổi và cách giải quyết của chúng. Nghiên cứu của ông xem xét hành vi làm việc phản tác dụng của cuộc chiến biên tập. Yasseri cho rằng các thao tác hoàn nguyên hoặc "xóa bỏ" đơn giản không phải là thước đo quan trọng nhất về hành vi phản tác dụng trên Wikipedia và thay vào đó dựa vào phép đo thống kê nhằm phát hiện "các cặp trở về/hoàn nguyên" hoặc "các cặp chỉnh sửa hoàn nguyên lẫn nhau". "Cặp chỉnh sửa hoàn nguyên lẫn nhau" như vậy được định nghĩa theo đó một biên tập viên trả lại sửa đổi của một biên tập viên khác, sau đó, theo trình tự, quay trở lại để hoàn nguyên biên tập viên đầu tiên trong "các cặp sửa đổi hoàn nguyên lẫn nhau". Kết quả được lập bảng cho một số phiên bản ngôn ngữ của Wikipedia. Ba tỷ lệ xung đột lớn nhất trên Wikipedia tiếng Anh thuộc về các bài viết George W. Bush, chủ nghĩa vô chính phủ và Muhammad. Để so sánh, đối với Wikipedia tiếng Đức, ba tỷ lệ xung đột lớn nhất tại thời điểm nghiên cứu là đối với các bài viết về Croatia, Khoa luận giáo và thuyết âm mưu 11/9.
Trong một nghiên cứu được PLoS ONE xuất bản năm 2012, ông ước tính tỷ lệ đóng góp cho các ấn bản Wikipedia khác nhau từ các khu vực khác nhau trên thế giới. Nghiên cứu báo cáo rằng tỷ lệ những lần sửa đổi được thực hiện từ Bắc Mỹ là 51% cho Wikipedia tiếng Anh và 25% cho Wikipedia tiếng Anh đơn giản.